# Fedde de Jong
Fedde de Jong (Uitgeest, Países Bajos, 13 de junio de 2003) es un futbolista neerlandés que juega de centrocampista en el S. C. Cambuur de la Eerste Divisie.

## Trayectoria
Debutó como profesional con el Jong AZ en un empate 1-1 en la Eerste Divisie contra el SC Telstar Velsen el 2 de noviembre de 2020.

## Estadísticas

### Clubes
Actualizado al último partido disputado el 8 de noviembre de 2024.
| Club                         | Div.          | Temporada     | Liga  | Liga  | Liga   | Copas nacionales | Copas nacionales | Copas nacionales | Copas internacionales | Copas internacionales | Copas internacionales | Total | Total | Total  |
| Club                         | Div.          | Temporada     | Part. | Goles | Asist. | Part.            | Goles            | Asist.           | Part.                 | Goles                 | Asist.                | Part. | Goles | Asist. |
| ---------------------------- | ------------- | ------------- | ----- | ----- | ------ | ---------------- | ---------------- | ---------------- | --------------------- | --------------------- | --------------------- | ----- | ----- | ------ |
| Jong AZ · Países Bajos       | 2.ª           | 2020-21       | 17    | 1     | 2      | —                | —                | —                | —                     | —                     | —                     | 17    | 1     | 2      |
| Jong AZ · Países Bajos       | 2.ª           | 2021-22       | 35    | 4     | 6      | —                | —                | —                | —                     | —                     | —                     | 35    | 4     | 6      |
| Jong AZ · Países Bajos       | 2.ª           | 2022-23       | 26    | 3     | 0      | —                | —                | —                | —                     | —                     | —                     | 26    | 3     | 0      |
| Jong AZ · Países Bajos       | Total club    | Total club    | 78    | 8     | 8      | 0                | 0                | 0                | 0                     | 0                     | 0                     | 78    | 8     | 8      |
| AZ Alkmaar · Países Bajos    | 1.ª           | 2022-23       | 2     | 0     | 0      | 0                | 0                | 0                | 1                     | 1                     | 0                     | 3     | 1     | 0      |
| AZ Alkmaar · Países Bajos    | Total club    | Total club    | 2     | 0     | 0      | 0                | 0                | 0                | 1                     | 1                     | 0                     | 3     | 1     | 0      |
| S. C. Cambuur · Países Bajos | 2.ª           | 2023-24       | 36    | 5     | 2      | 5                | 1                | 3                | —                     | —                     | —                     | 41    | 6     | 5      |
| S. C. Cambuur · Países Bajos | 2.ª           | 2024-25       | 13    | 1     | 0      | 1                | 0                | 1                | —                     | —                     | —                     | 14    | 1     | 1      |
| S. C. Cambuur · Países Bajos | Total club    | Total club    | 49    | 6     | 2      | 6                | 1                | 4                | 0                     | 0                     | 0                     | 55    | 7     | 6      |
| Total carrera                | Total carrera | Total carrera | 129   | 14    | 10     | 6                | 1                | 4                | 1                     | 1                     | 0                     | 136   | 16    | 14     |